# 7-메틸구아노신
7-메틸구아노신(영어: 7-methylguanosine, m7G)은 퓨린 뉴클레오사이드들 중 하나인 구아노신이 메틸화된 형태이다. 일부 암의 경우 이 분자가 바이오마커로써 소변에서 검출되기도 한다. 메틸구아노신이 합성되는 경로를 알아보기 위해 7-메틸구아노신이 사용되기도 한다. mRNA의 5' 모자를 구성한다.

## 같이 보기
- 구아노신